# Elizabeth Bear
Sarah Bear Elizabeth Wishnevsky (Hartford, Connecticut; 22 de septiembre de 1971) es una escritora de ciencia ficción y fantasía estadounidense más conocida por su seudónimo literario Elizabeth Bear.

## Biografía
Nació en Hartford (Connecticut) y creció en el área central de Connecticut, excepto dos años que residió en la zona conocida como Northeast Kingdom en la esquina noreste de Vermont. Asistió a la Universidad de Connecticut, donde estudió filología inglesa y antropología, pero no llegó a graduarse. Ha trabajado como escritora técnica, mozo de cuadra, reportera y en diversos trabajos de oficina, antes de dedicarse a la escritura a tiempo completo. Se casó con Christopher Kindred en 2000 y se divorció en 2007.
Residió en Las Vegas desde 2000. En 2006 volvió a su hogar en Connecticut. Se casó con el también novelista Scott Lynch en octubre de 2016. Ambos han fijado su residencia en Brookfield (Massachusetts).

## Carrera literaria
Bear había conseguido publicar algunos cuentos a través de pequeñas editoriales durante los años 1990, pero fue a partir del año 2001 cuando decidió dedicarse a la escritura profesionalmente. Su primera novela Hammered, publicada en enero de 2005, ganaría el premio Locus a la mejor primera novela en 2006; tras su ópera prima, vendrían Scardown en julio y Wired World en noviembre de ese mismo año. Por dichos trabajos recibió el premio John W. Campbell al mejor escritor novel en 2005. 
Posteriormente, obtuvo el premio Hugo al mejor relato corto por Tideline en el año 2008 y por la novela corta Shoggoths In Bloom en 2009. Tideline, además, ganó el premio Theodore Sturgeon Memorial al mejor relato del año en 2008.
Bear regresó al género de la ciencia ficción en 2019 con una nueva serie de novelas, tras más de una década publicando fantasía épica y steampunk. El primer libro de la nueva saga ―denominada White Space― fue publicado en marzo de 2019 con el título de Ancestral Night. En mayo del mismo año, Bear publicó la segunda entrega de su trilogía de fantasía The Lotus Kingdoms, titulada The Red-Stained Wings, (2019).

## Obras
Novelas
- Trilogía The Jenny Casey (2005)
  - Hammered ✍ (2005)
  - Scardown (2005)
  - Worldwired (2005)
- Carnival ✍ (2006)
- Serie The Promethean Age (2006-2013)
  - Blood and Iron (2006)
  - Whiskey and Water (2007)
  - The Stratford Man:
    - Ink and Steel Vol. 1 (2008)
    - Hell and Earth Vol. 2 (2008)

  - One Eyed Jack (2013)
- Undertow (2007)
- Trilogía Jacob's Ladder (2007-2011)
  - Dust (2007)
  - Chill (2010)
  - Grail (2011)
- Serie New Amsterdam (2007-2012)
  - New Amsterdam (2007)
  - Seven for a Secret (2009)
  - The White City (2011)
  - Ad Eternum (2012)
  - Garrett Investigates (2012)
- Serie The Iskryne (2007-2015)
  - A Companion to Wolves, con Sarah Monette (2007)
  - The Tempering of Men, con Sarah Monette (2011)
  - An Apprentice to Elves, con Sarah Monette (2015)
- Serie The Edda of Burdens (2008-2011)
  - All the Windwracked Stars (2008)
  - By the Mountain Bound (2009)
  - The Sea thy Mistress (2011)
- Bone and Jewel Creatures (2010)
- Trilogía Eternal Sky (2012-2014)
  - Range of Ghosts (2012)
  - Shattered Pillars (2013)
  - Steles of the Sky (2014)
- Serie Karen Memory (2015-2018)
  - Karen Memory ✍ (2015)
  - Stone Mad (2018)
- Serie The Lotus Kingdoms (2017-)
  - The Stone in the Skull (2017)
  - The Red-Stained Wings (2019)
- Serie White Space (2019-)
  - Ancestral Night (2019)

Colecciones de relatos
- The Chains That You Refuse (2006)
- Shoggoths in Bloom (2012)